# 董庭蘭
董庭蘭（約695年-約765年），一作廷蘭，隴西人，唐朝音樂家，擅彈琴、吹篳篥，少年時師從鳳州參軍陳懷古，亦常與西域的音樂家們交流，並且在市井茶肆演奏樂器。董庭蘭一生清貧，但與當時的許多社會名流都有交集，李頎、高適等還專門為他寫過詩。

## 作品
- 古琴曲〈頤真〉[2][3]